# Robert Browning
Robert Browning, född 7 maj 1812 i Camberwell, London, död 12 december 1889 i Venedig, var en brittisk poet känd för sina diktsamlingar av dramatisk lyrik, såsom The Ring and the Book.

## Biografi
Robert Browning var son till Robert Browning Sr och 
Sarah Anna Wiedemann. Fadern hade tillbringat några år i ungdomen på Saint Kitts i Västindien, och fick avsmak för hur plantageägarna behandlade de infödda. Han drömde om att bli artist men blev istället en vanlig enkel tjänsteman vid Bank of England. Hans mor var av skotsk-tyskt ursprung och älskade konst, musik och trädgårdsarbete.
Redan som barn var Browning oerhört vetgirig samtidigt som han älskade friluftsliv och i tjugoårsåldern var något av en dandy. Han var inspirerad av såväl Shelley som Tysklands Sturm und Drang-rörelse.
Hans far hade full förståelse för sin son litterära intresse och bekostade till och med sonens första publikationer, såsom den själsromantiska Pauline (1830). 1840 utkom Sordello, som ingen begrep vad den handlade om.

### Familj

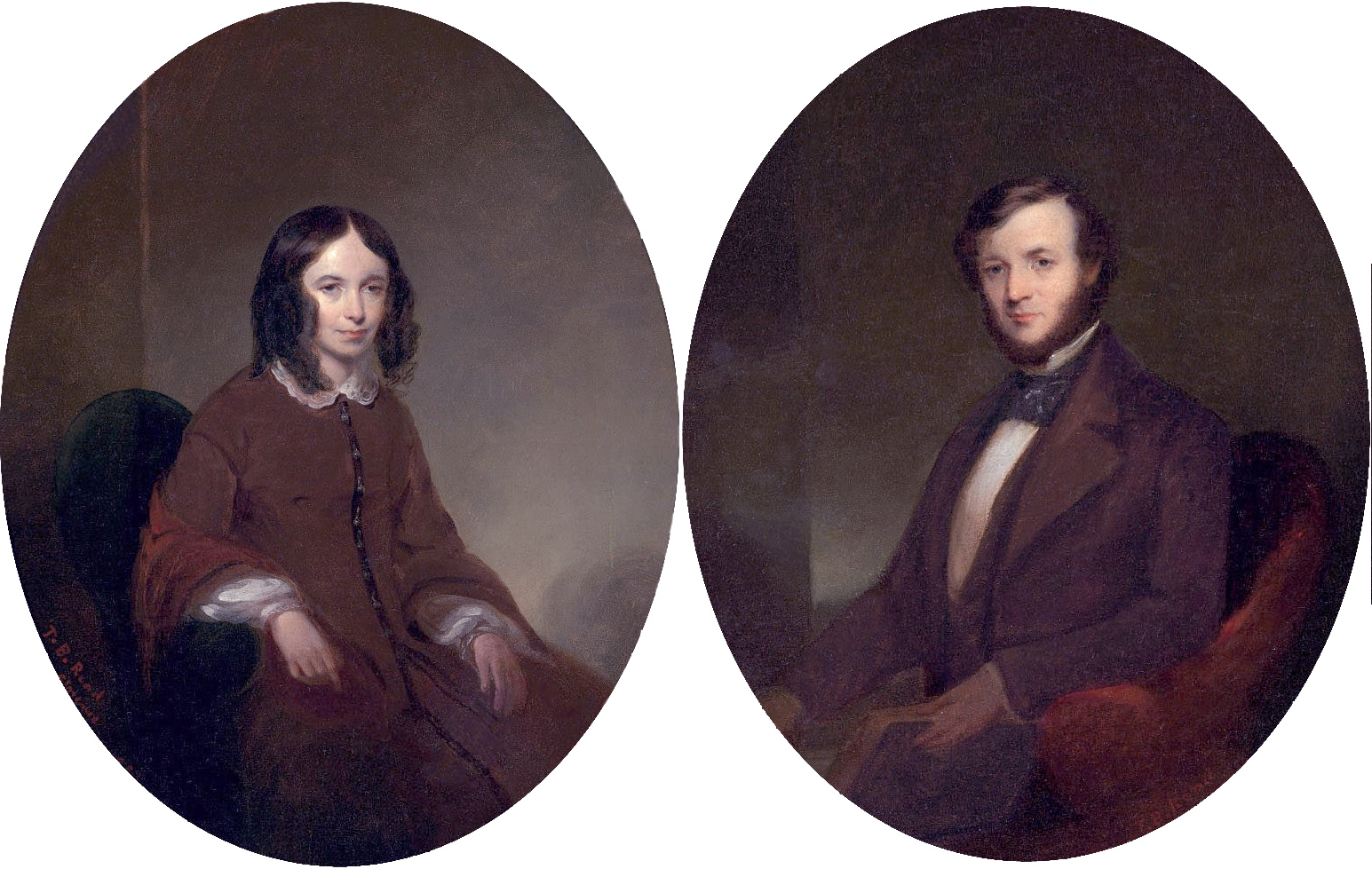
Målning av Thomas B. Read (American, 1822-1872) - Porträtt av Elizabeth Barrett Browning och Robert Browning.

Han blev intresserad av Elizabeth Barrett Brownings poesi, började en livlig korrespondens med henne och träffade henne första gången i maj 1845. Hennes far var tyrannisk och tyckte inte om att hans döttrar hade beundrare - till följd därav gifte de två sig i all hemlighet i augusti 1846 och rymde sedan till Italien. De bosatte sig i Florens och de levde i ett ovanligt lyckligt äktenskap, vilket inspirerade honom till flera berömda diktsamlingar. Deras son, Robert, föddes 1849. 
Hans hustru avled i hans armar i juni 1861 och han fann det sedan outhärdligt att bo kvar i Italien, där de upplevt så många lyckliga stunder tillsammans. Han återvände tillsammans med sonen till London och blev en populär person i societeten. Han bodde hemma hos sin gamle far och senare, efter faderns död (1866) tillsammans med sin syster. 

### Senare år
På ålderns höst återvände han till Italien, och slog sig ned i Venedig, där han bodde i sin sons hus, och avled där i december 1889.
Robert Browning är begravd i Westminster Abbey i London.

## Författarskap
Brownings första publicerade diktsamlingar väckte ingen uppmärksamhet. Men åren 1841-1846 utgav han Bells and Pomegranates ("Klockor och granatäpplen") och nådde med detta verk en ställning som etablerad poet. I Florens arbetade han med diktsamlingen Men and Women som senare gjorde honom berömd. Efter sin hustrus död återvände Browning till London och skrev sina mest kända verk, dikter i monologform, såsom The Ring and the Book (1868-1869), som handlar om en mordprocess i Rom på 1600-talet.

## Verklista
- 1833 – Pauline: A Fragment of a Confession
- 1835 – Paracelsus
- 1837 – Strafford (teaterpjäs)
- 1840 – Sordello
- 1841 – Bells and Pomegranates No. I: Pippa Passes (pjäs)
- 1842 – Bells and Pomegranates No. II: King Victor and King Charles (pjäs)
- 1842 – Bells and Pomegranates No. III: Dramatic Lyrics
- 1843 – Bells and Pomegranates No. IV: The Return of the Druses (pjäs)
- 1843 – Bells and Pomegranates No. V: A Blot in the 'Scutcheon (pjäs)
- 1844 – Bells and Pomegranates No. VI: Colombe's Birthday (pjäs)
- 1845 – Bells and Pomegranates No. VII: Dramatic Romances and Lyrics
- 1846 – Bells and Pomegranates No. VIII: Luria and A Soul's Tragedy (pjäs)
- 1850 – Christmas-Eve and Easter-Day
- 1855 – Men and Women
- 1869 – The Ring and the Book
- 1871 – Balaustion's Adventure
- 1871 – Prince Hohenstiel-Schwangau, Saviour of Society
- 1872 – Fifine at the Fair
- 1873 – Red Cotton Night-Cap Country
- 1875 – Aristophanes' Apology
- 1875 – The Inn album
- 1876 – Pacchiarotto, and How He Worked in Distemper
- 1877 – The Agamemnon of Aeschylus
- 1878 – La Saisiaz and The Two Poets of Croisic
- 1879 – Dramatic Idylls
- 1883 – Jocoseria
- 1884 – Ferishtah's Fancies
- 1887 – Parleyings with Certain People of Importance in Their Day
- 1889 – Asolando

### Verk översatta till svenska
- Råttfångaren från Hameln (anonym översättning, Helsingfors: Helios, 1905)
- Pippa går förbi (översättning K. G. Ossiannilsson, Bonnier, 1907)
- Den förtrollade flöjten (okänd översättare, International Book Automation, 1964)

## Eftermäle
Samtida kritiker förstod inte Brownings poesi och den dramatiska karaktären i hans arbete. Men det fanns undantag:
| ”                                  | Browning var den mest shakespeareaktiga dramatikern sedan Shakespeare. | „ |
| – Oscar Wilde, i Critic as Artist. |                                                                        |   |

| ”                                                                              | Robert Browning var definitivt den mest uppfriskande författaren i engelsk litteratur sedan Shakespeare. | „ |
| – Ruth Randall Edström, vid presentation av the Browning Club i Västerås 1903. | |   |

På 1900-talet skrev litteraturvetare Harold Bloom att Browning var den mest betydelsefulla av de romantiska poeterna.